# Alianza de la Izquierda Nacional
La Alianza de la Izquierda Nacional (ALIN) fue un partido político de izquierda en la República de Bolivia.

## Historia
Fue fundado en mayo de 1973 por el expresidente, general Juan José Torres, y el comandante Rubén Sánchez Valdivia.
En un esfuerzo por reintegrar la resistencia boliviana con las luchas concretas de las masas bolivianas, Torres y Sánchez Valdivia, con el apoyo de la Central Obrera Boliviana (COB), organizaron la ALIN como un nuevo movimiento de resistencia nacional basado en la experiencia argentina. Con su sede en Buenos Aires, la ALIN llegó a un acuerdo en enero de 1974 con la poderosa Confederación Nacional de Trabajadores Campesinos de Bolivia (CNTCB). La ALIN prometió dar a los campesinos un papel más importante en la gestión de los asuntos económicos y políticos de Bolivia, a cambio del apoyo campesino al programa de liberación nacional de la ALIN y al reconocimiento por parte de los campesinos de Juan José Torres como el conductor supremo de la resistencia boliviana.
Consistía en un pequeño grupo de militantes revolucionarios y contaba con el respaldo de la organización de jóvenes oficiales del ejército boliviano en el exilio.
En las elecciones de 1978 y 1979 la Alianza de la Izquierda Nacional participó en la coalición electoral de la Unidad Democrática y Popular que respaldaba a Hernán Siles Zuazo.
Para las elecciones de 1980, la ALIN era uno de los integrantes del Frente Democrático Revolucionario–Nueva Alternativa, con Luis Adolfo Siles Salinas como candidato presidencial de la coalición.
Después del golpe de Estado del 17 de julio de 1980, la Alianza de la Izquierda Nacional desapareció del espectro político.